# Amphimonhystera subtilis
Amphimonhystera subtilis is een rondwormensoort uit de familie van de Xyalidae. De wetenschappelijke naam van de soort is voor het eerst geldig gepubliceerd in 1972 door Lorenzen.